# Ивичест гущер
Ивичестият гущер (Lacerta trilineata) е вид средноголям гущер, разпространен в южните, източни и крайбрежни части на Балканския полуостров и в Западна Мала Азия. В България се среща в Дунавската равнина на изток от Плевен, по Черноморието, в Горнотракийската низина и по долината на Струма на юг от Кресна. По Черноморието е разпространен подвидът L. t. dobrogica, а в останалата част от страната – L. t. trilrneata.
Ивичестият гущер предпочита сухи тревисти склонове, където се крие под камъни и храсти, в дупки на гризачи и други. Активен е през деня и се храни с насекоми, охлюви, паякообразни, по-рядко и с дребни гущери. Снася по 5 – 12 яйца, понякога по два пъти годишно. Малките и възрастните женски имат пет добре очертани светлозелени ивици по дължината на гърба си, докато възрастните мъжки са изцяло зелени и приличат на големи зелени гущери (Lacerta viridis).